# Катаріна Неліссен
Катаріна Неліссен (нід. Catharina Neelissen, 4 листопада 1961) — нідерландська академічна веслувальниця.
Бронзова призерка Олімпійських Ігор 1984 року в складі вісімки.